# Monnechroma tibialis
Monnechroma tibialis là một loài bọ cánh cứng trong họ Cerambycidae.